# Партия труда (Мексика)
Па́ртия Труда́ (ПТ) (исп. Partido del Trabajo (PT)) — левая социалистическая политическая партия в Мексике. Создана 8 декабря 1990 года. По итогам выборов 2018 года в действующем парламенте заняла 61 мест в Палате депутатов, и 7 в Сенате. Руководство партии является коллективным. В настоящее время входит в состав правящей коалиции «Вместе мы будем творить историю». Возглавляет партию Альберто Анайа.
Входит в Постоянную конференцию политических партий Латинской Америки и Карибского бассейна.

## Принципы
ПТ признает политический плюрализм и отвергает идейный «догматизм». Выступает за широкое развитие массовых социальных движений, борьбу с империализмом и отказ от рекомендаций международных финансовых институтов, за широкую и всестороннюю демократизацию общества. Признавая существование различных форм собственности, ПТ в то же время борется против монополий, за социальное равенство и справедливость. Цель ПТ — разрушение капитализма с помощью массовых общественных движений, создание альтернативных органов народной «контр-власти» и, в перспективе, достижение плюралистического, демократического и гуманного общества самоуправления.
В 1994 году активистка партии Росарио Ибарра выдвигалась в президенты, но сняла свою кандидатуру в пользу Куаутемока Карденаса. В 2006 году ПТ вошла с Революционно-демократической партией в Широкий прогрессивный фронт.

## История создания
Является результатом объединения ряда бывших троцкистских и маоистских организаций Севера страны, таких как Комитет народной обороны Чиуауа и Дуранго (el Comité de Defensa Popular de Chihuahua y el de Durango), Народный фронт борьбы Сакатекаса (el Frente Popular de Lucha de Zacatecas), Народный фронт «Земля и воля» в Монтеррее (el Frente Popular «Tierra y Libertad» de Monterrey), Национальный союз Работников сельского хозяйства (la Unión Nacional de Trabajadores Agrícolas), la Coordinadora Nacional «Plan de Ayala») и el Movimiento Magisterial Independiente. Несомненное влияние на объединение данных институций сыграл и экс-президент Карлос Салинас де Гортари.

## Выборы
Принимала участие в выборах 1991, 1994, 2003, 2006 и 2009 годов.
Кандидаты в Президенты Мексики:
- (1994): Сесилия Сото
- (2000): Куаутемок Солорсано
- (2006): Андрес Обрадор (совместно с РДП)
- (2012): Андрес Обрадор (в составе Широкого прогрессивного фронта).
- (2018): Андрес Обрадор